# Тудакавш
Тудака́вш (тадж. Тудакавш) — село у складі Хатлонської області Таджикистану. Входить до складу Кулобського джамоату Кулобського району.
Назва означає купа взуття.
Населення — 2067 осіб (2010; 2038 в 2009).